# Curculigosida A
Curculigoside A, con fórmula química C22H26O11, es una curculigosida que se encuentra en Curculigo orchioides.